# Revolta de La Vendée
La Revolta de La Vendée va ser una insurrecció contra la Revolució Francesa de camperols, burgesos i aristòcrates reialistes de Vendée (1793-94). La causa immediata fou una lleva general, la venda dels béns nacionals i els sermons dels capellans contrarevolucionaris. Els insurrectes venceren a Châtillon-sur-Sèvre i a Vihiers, però foren derrotats a Nantes, La Gravelle, Angers, Le Mans i Savenay. Sotmesos a una repressió sagnant, s'acolliren a l'amnistia termidoriana.

## El terreny
Abans del procés del rei Lluís XVI, l'hostilitat l moviment revolucionari es va mantenir passiva. Només esclatà l'agost de 1792, després de l'assalt del Palau Reial per la turba parisenca i de la suspensió del rei.
El corrent revolucionari s'estenia de Normandia a la Gironda amb diversos matisos, perquè encara la regió de la Charente era monàrquica i religiosa i des de la Gironda republicana moderada. A Normandia, i particularment a Rouen, tenia Lluís XVI molts partidaris. A la Bretanya, on dominava la noblesa i el clergat, el poble els seguia en el seu rancor a la Convenció. Al sud del Loira, les passions, molt més exaltades, es desencadenaren les primeres, amb extraordinària violència. Allà hi havia el focus de les guerres vendeanes: a Anjou i l'Alt i Baix Poitou. En tota la zona atlàntica el poble era tradicionalista, i estimava el rei, als nobles i al clero. S'hi constituí el nucli de la resistència; més allò no era tota la Vendée. La conformació del sol explica la constitució, marxa i durada de la guerra. La Vendée pròpiament dita és una comarca d'altiplans poc elevats creuada per sèries de muntanyetes, de 250 a 300 m. d'altura màxima, i de planes quasi a nivell del mar i tan esteses com ell; abundant en arbres, però sense que aquests s'agrupin en boscos, sinó formats en llargues fileres al costat dels camins, amagant-los, i escortant els rius i rierols, als marges dels quals donen ombra. Vista des de sobre sembla un bosc continu, d'on el nom de la part alta: Bocage. Envolten els camps cultivats, cenyint-los d'una zona d'ombra de 2 m. d'ampla, que no es poden cultivar. Pels camins ombrívols i encaixonats, si pot marxar sense ser vist. La plana (La Plaine) és rasa, neta, càlida i fèrtil; continuació dels terrenys oolítics que van de la Bretanya al Llemosí amb el nom d'estret de Poitou. La regió anomenada Marais és una espècie dels Països Baixos, en la qual el mar i la terra es confonen, i que ocupa unes 50.000 hectàrees. El teatre de la guerra, o guerres, anomenades de la Vendée, compren part de l'actual País del Loira.

## Les causes

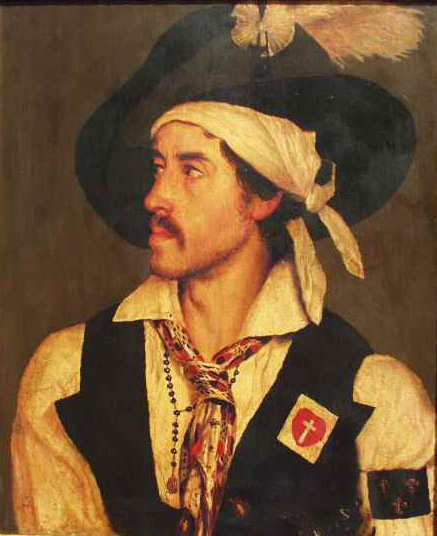
Jean Chouan el resistent

La causa de la guerra es troben en la tradició històrica. Des de les lluites religioses del segle xvii el catolicisme de la gent rural d'aquesta part de França era vehement i activa. El mateix caràcter que enfront del protestantisme prengueren, vingueren assumir enfront la revolució. Es negaren a rebre els sacerdots juramentats, és a dir, els que havien jurat fidelitat al nou règim i que en realitat eren apostates. Per contra, amagaven i veneraven als perseguits per haver-se negat a jurar. Es formaven partides que acudien als boscos a oir missa, perseguien els juramentats i els maltractaven. Agreujaven l'estat dels ànims dues circumstàncies: l'escassetat de queviures i el temor de veure destruït el culte, que tothom considerava amenaçat després de la frase del comissari Cambon: 
| « | <<El que vulgui missa, que la pagui>>. | » |

 Finalment, el rei, perseguit i suspès, vingué a ser per a cadascun d'aquells catòlics i monàrquics fidelíssims un màrtir.
Aquests sentiments esclataren en el poble de Saint-Ouën-des-Toits, en aquest mes d'agost de 1792, a la veu de Jean Cottereau, alies Jean Chouan, del qual vingué el nom chouanarie que la insurrecció prengué. Va estendre ràpidament l'enrenou per un terreny social perfectament preparat. No hi havia grans ciutats, sinó petites viles de 2.000 a 3.000 habitants; els llauradors no eren rics, però tampoc miserables, vivien en petits masos, i ho passaven amb una renda mitjana de 500 a 600 francs, producte del cultiu, al que s'afegia el del bestia, el qual compartien amb el propietari de la terra: aquest (el senyor del castell), així associat amb el pagès, vivia en contacte amb ell, junts també anaven a caçar, la qual era molt abundant, de sort que s'entenien molt bé els homes d'aquestes classes diferents, sobre tot perquè els nobles tampoc eren rics, no vivien ostentosament; els unia una feliç mitjania. El clero la compartia amb ells, pagesos i senyors, i posseïa les mateixes virtuts i senzilles costums, gaudint per això de gran autoritat. Per tant, la societat vendeana formava un tot harmònic, on l'única disharmonia era la revolució que, nascuda a París i en altres parts de França, de circumstancies molt diferents, pugnava per introduir-se i trastornar-ho tot. La lleva de 300.000 homes decretada per la Convenció de febrer de 1793 fou com un enorme feix de llenya llençat a una foguera que ja cremava.

## No hi havia cap pla
No hi havia ni pla ni cap dirigent. Amb prou feines, la comunitat de l'odi que despertaven les mesures uniformitzants de la Revolució que pretenia governar tota França exactament com a qualsevol dels barris de París. L'última fou el reclutament de quasi tots els homes vàlids. En cas d'haver de prendre les armes els vendeans, de cap manera ho havien de fer per a defensar la Revolució, sinó contra ella. El 10 de març els mossos de Saint-Florent-le-Vieil, prop d'Ancenis, a Anjou, es negaren a incorporar-se al servei. El comandant militar volgué obligar-los i va manar carregar el canó de què disposava la força que ell comandava. Els mossos caigueren damunt d'aquesta, i a garrotades, la desarmaren, i s'apoderaren del canó.
Un tal Cathelineau, carreter molt considerat en la comarca, home valent i eloqüent, va córrer a posar-se al front dels revoltats i organitzà la resistència. Menant la improvisada tropa marxà contra un fort proper, guarnit per 80 homes, i el prengué. D'allà anà a Chemillé, guarnit per 200 soldats amb tres canons, apoderant-se també de la vila. Mentrestant un guardabosc del castell de Maulévrier, anomenat Stofflet, i un noi del llogaret de Chanzeaux, havia aixecat una altra partida, i després anaren a unir-se amb Cathelineau, el qual, animat pels seus primers triomfs i amb aquest reforç, es determinà a atacar la població de Cholet, capital del districte, guarnit per 500 soldats. A aquest no els fou possible resistí l'empenta dels vendeans, malgrat que alguns d'aquest nomes tenien estaques per tot armament. Però empraven una nova tàctica que els donà resultats inesperats: l'ordre dispers en tiradors. Aquests es tendien a terra ocults en la mala herba, ben coberts pels arbres, I des d'allà disparaven a mansalva. Com que tots eren tiradors experts, per ser caçadors quasi la totalitat dels homes de la comarca, altres per entreteniment quan les feines del camp els i deixava algun temps lliure, causaven gran mal a la host republicana. I quan el nombre de baixes en poc temps sofertes havia acovardit a la tropa, es llençaven damunt d'aquesta a la carrera i donant crits terribles. Llavors les estaques passaven a rematar el triomf. Perquè la tropa, no acostumada a tan nova forma de batallar, es defensava formant fileres, i en un moment restava impossibilitada de respondre aquell foc mortífer.

## Cathelineau amo de Cholet

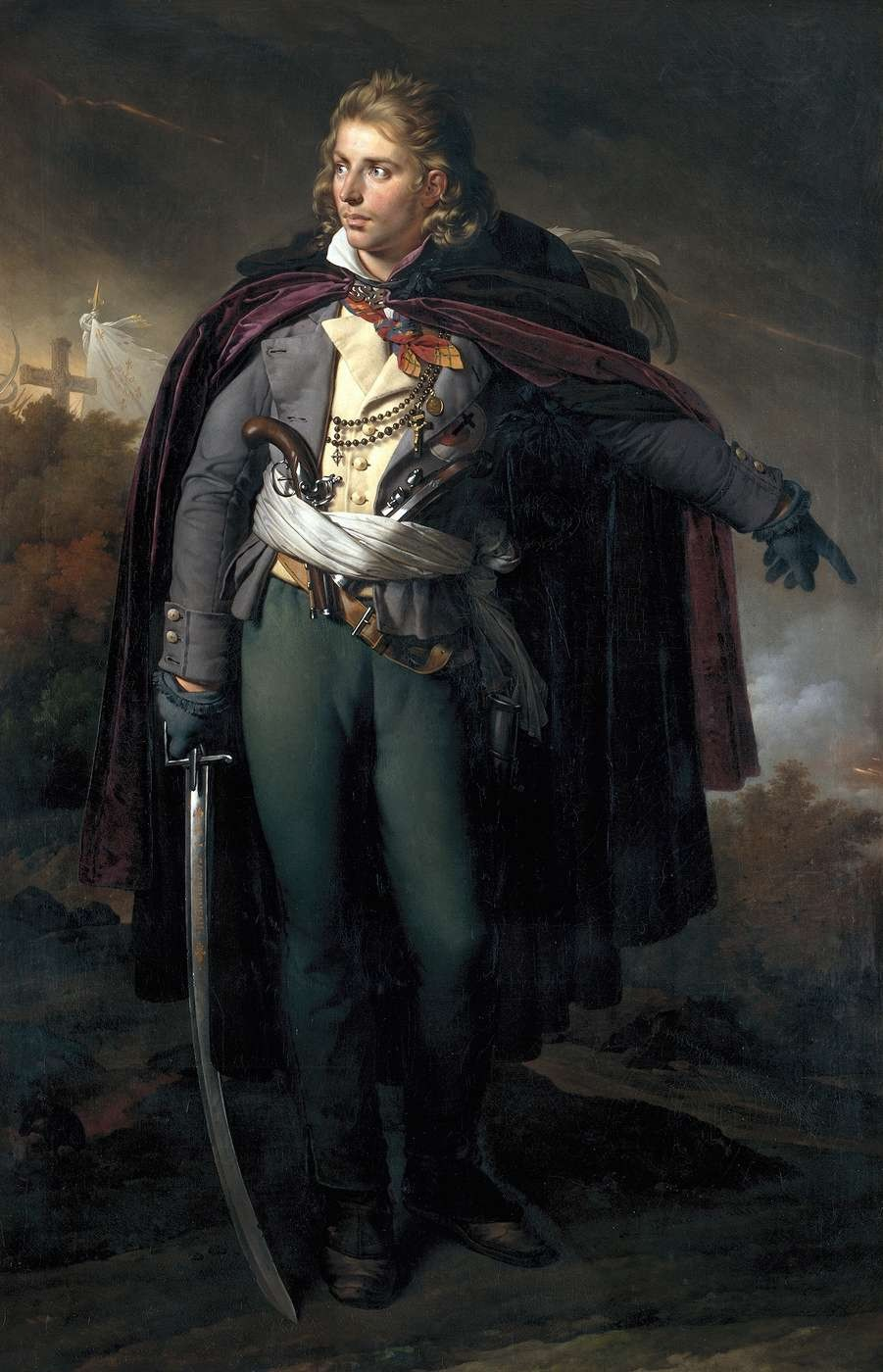
Retrat de Cathelineau

Cathelineau restà l'amo de Cholet, amb unes quantes armes, municions, pertrets, queviures i diners en aquella població es tancaven, i, contents amb la victòria, els seus soldats tornaren a les seves cases, no sense abans haver cremat tots el papers que hi havia als arxius administratius. Entre tant el Marais i el departament de la Vendée sencer s'alçaven en armes. Un perruquer anomenat Gastón assassinà a un oficial, es posà el seu uniforme, i capitanejant una multitud esvalotada s'apoderà de Machecoul i de Challans. Aquests revoltats no s'acontentaren amb cremar els papers, com els primers, sinó que arribaren a afusellar els seus enemics en grups de 20 i 30, fins a 300. De Nantes sortiren algunes tropes, que s'entengueren d'entornar, deixant amos del camp a Gastón i les seves improvisades tropes. Aquests fets succeïen en el Marais (grup de Cathelineau) i en el Bocage (grup de Gastón). En la Vendée pròpiament dita, o sigui en el departament, les coses encara prengueren un caire pitjor. Els guàrdies nacionals de Fontenay, que marxaven sobre Chantonnay, foren derrotats, i presa i saquejada la població. El comandant de l'11ª divisió, general Verteuil, envià al general Marcé amb 1.200 homes contra els rebels, als que refusà, junt a Saint Vincent, continuant la seva marxa amb altres 1.200 homes 9 canons de reforç; però poc temps després, en arribar a la població de Saint-Fulgence, fou copat i destruïda totalment la columna, amb pèrdua de les armes, canons inclús, municions i pertrets.
Des de llavors la insurrecció prengué un increment enorme, i com que els principals èxits els havien aconseguit el sollevats en la Vendée, se'ls començà anomenar vendeans. Aquella Pasqua aquest la passaren a casa seva, segons tenien per costum, doncs no els i agradava estar massa temps fora d'elles. anaven a la guerra com si anessin a caçar: per uns quants dies, i portant els queviures necessaris. A l'abril tot el país estava revoltat. Però ara ja no actuaven tan sols els pagesos. Aquesta havien anat als castells treien els nobles, els quals acabaren per posar-se al front del moviment popular. El principal del nous caps vingué esser, Charette, d'una família naviliera de Nantes, que en la Marina havia assolit el grau de tinent de navili, i que ara, en temps de pau i jubilat, es donava als plaers de la caça, vivint en els boscos, a l'aire lliure, i acostumat a les fatigues i treballs d'aquesta vida. Ho va meditar molt, ja que coneixia els perills i dificultats de l'empresa acceptà el comanament que li oferien. Arribà a tenir a les seves ordres 20.000 homes, amb els que tenia perpètuament amenaçats Sables-d'Olonne i Nantes.
De la mateixa manera foren trets, dels seus castells els senyors de Bonchamps, Maurice D'Elbée i de La Rochejaquelein, dels quals el primer, que havia servit a les ordres de Suffren Saint Tropez, era el més capaç i de més altes mires. Menava a tots els insurrectes d'Anjou i de les ribes del Loira. D'Elbée, excel·lent guerriller, era molt devot i molt popular. Cathelineau i Stofflet restaren a les ordres d'ambdós magnats. Junts marxaren sobre Bressuire, on menava el general Quétineau, el qual havia apressat la família Lescure, traient-la del seu castell de Clisson, per suposar al senyor de Lescure complicat en la conspiració. Es trobava en la casa el seu cosí La Rochejaquelein, home encara jove que havia servit en la guàrdia reial, agosarat però prudent, com Lescure. Els dos cosins aconseguiren escapolir-se, i acudiren a Bressuire, per marxar d'allà sobre Thouars amb les altres forces. Aquestes llavors ja sumaven 30.000 homes, valents, entusiastes i disposats a morir pel rei i la religió.
Entre aquest exercit i el que obeïa a Charette s'interposava el que menava Royrand, que sumaria uns 12.000 homes. Les tropes del primer grup prengueren la ciutat de Thouars després d'una gran resistència, i mercès a la bravura temerària de Lescure i La Rochejaquelein. Els vendeans es comportaren amb gran moderació.

## Situació crítica del Govern
La situació del Govern revolucionari no podia ser més critica. Els exercits que defensaven les fronteres retrocedien davant la invasió en el moment mateix en que la Vendée aconseguia els primers triomfs. Però després s'inicià una gran reacció republicana. El departament de l'Erau reuní 6 milions de francs i 6.000 homes. París uns altres 12.000, votant, a més, un impost proporcional sobre les fortunes, que arribà al dècim de cadascuna d'aquestes. Els revolucionaris es proposaven crear dos exercits: un que marxés sobre els invasors i els rebels, i un altre que quedés a París i en les principals ciutats per a contenir els aristòcrates. Bordeus, Lió, Marsella i altres ciutats estaven contra París; els anglesos es mostraven disposats a ajudar els vendeans; en les fronteres les coses anaven de mal borràs; a París regnava un anarquia espantosa. Entretant la insurrecció reialista creixia, i els seus exercits avançaven. Prenent Thouars, marxaren sobre Fontenay i la conquistaren després d'haver derrotat l'exercit republicà (Maig de 1793). En la plaça trobaren diners, provisions i pertrets en abundància. El vencedors se separaren per anar cadascun a ca seva a descansar, citant-se pel dia 1 de juny proper als environs de Doue.
Charette operava pel seu compte en la Baixa Vendée. L'exercit republicà restava dividit entre diversos generals que, com els vendeans, no es concertaven. Quan Armand Louis de Gontaut, conegut per Biron), que fins llavors operava en el Rin, anà a dirigir les operacions a la Vendée, es trobà amb espantós desordre, tant a l'administració civil com en la militar. L'exercita mancava de vestuari, de queviures, de disciplina i d'entusiasme. Es componia de partides enviades pels departaments, i cadascuna tenia els seu cap el qual se les donava de general. Era un caos, i Biron no gosava a moure les seves tropes (per les que no tenia ni pa) per por a que se li dispersessin. El pla que tresà fou envair el país revoltat amb quatre columnes de 10.000 homes cadascuna, partint de Les Ponts-de-Cé, Saumur, Chinon i Niort. Ja hi havia una espècie de ministeri que governava en nom del rei i del duc de Provença i que havia donat proclames. Els generals es titulaven en aquests caps de l'exercit reial i catòlic. El 7 de maig, els vendeans, prengueren la ofensiva, s'apoderaren de Doue. Poc després es presentaren davant de Saumur, derrotaren completament a l'exercit republicà i s'apoderaren de la plaça. El castell es va rendir l'endemà. Els vendeans, vencedors, podien marxar sobre Nantes i encara sobre París; però la morositat dels aliats, filla de la secreta rivalitat que minava la coalició, la incapacitat estratègica dels vendeans i la desunió del partit federal francès, salvà la Revolució parisenca.

## Elsvendeanssense cap
Els vendeans no tenien un bon general, i malgrat que Bonchamps proposà entra a la Bretanya per apoderar-se d'un port de mar i després marxar sobre París, triomfà la idea d'anar sobre Nantes. Aquesta ciutat fou pels reialistes francesos el que més tard fou Bilbao pels reialistes espanyols. Charette, que s'havia apoderat de Machecoul, ja es trobava a les portes d'aquella ciutat, i per primera vegada s'oferia a col·laborar amb els altres caps, comprometent-se a atacar Nantes per la vora esquerra, mentre l'exercit vencedor a Saumur l'escometria per la dreta. A tothom els semblà assegurada l'empresa. Partiren de Saumur 30.000 homes. Els comandava Cathelineau, restant Lescure, malgrat que ferit, encarregat de formar un exercit de reserva que devia guardar les espatlles al d'operacions. El general republicà Biron, al que els comissaris del Govern oposaven mil traves, tresant plans que li volien imposar, reuní amb moltes dificultats un petit exercit. Els vendeans atacaren amb gran empenta, i Charette arribà entrar en els ravals de la ciutat, però Cathelineau caigué ferit mortalment, i les seves tropes (les de la dreta) es desanimaren i es dispersaren. Biron arribà quan els vendeans ja s'havien retirat. Sense la mort de Marat, assassinat per Charlotte Corday, Biron ho hauria passat molt malament, doncs el terrible republicà el volia destituir i, probablement decapitar.
Preparava un pla d'invasió de La Vendée quan arribà Westermann amb la seva legió anomenada germànica (ell i la tropa eren alsacians); uns 5.000 homes aguerrits i perfectament disciplinats. Westtermann entrà a sang i foc en la Vendée, devastà el país, destruí el castell de Lescure i s'apoderà de Châtillon; però els vilatans s'alçaren en massa, el derrotaren i l'obligaren a una desatrossa retirada. Entre tan els comissaris jacobins imposaven el seu pla a Biron i, finalment, el destituïen, ocupant el seu lloc el general Laboralíère, el qual aconseguí al principi diverses avantatges, per sofrir després la més completa derrota a Vihiers. Els vendeans restaren completament senyors de la seva terra. Prenent la ofensiva, acudiren en socors de la columna de M. de Roirand, que tenia de fer front a les tropes de Luçon, únic exercit republicà (comandat pel general Tuncq que se'ls hi pogués oposar. Refusada per aquest l'ajuda, es reuniren tots els caps vendeans, i amb un exercit de 40.000 homes li presentaren batalla el 14 d'agost. Els reialistes foren completament desbaratats. La situació de la Vendée restava sent anguniosa, doncs els vencedors es disposaven a envair-la i a complir en aquesta l'espantós decret dels revolucionaris: crema de tots els boscos; arrasament de les collites; destrucció del bestiar i habitatges, i captiveri de la població, que havia d'esser transportada a un altres país. Arribaven reforços, sent els més de témer els batallons de la guarnició de Mayenne, tropes veteranes i fanàticament republicanes.
Però hi havia plans oposats d'invasió; el del general Canclaux, que consistia en un moviment envoltant per aïllar els vendeans del mar, tallant-los la comunicació amb Anglaterra, i el del comissari Rossignol i altres agents del Govern, que propinaven empeny' els vers el mar i el Baix Loira, acorralar-los i exterminar-los. Fou adoptat el primer pla, però Rossignol i els seus molt descontents, li donaren un suport molt fluix. Set columnes haurien de penetrar per diferents punts en la regió revoltada, obrant de manera simultània. Els vendeans tenien per generalíssim a D'Elbée, però estaven tant dividits com els seus enemics. La mateixa pugna existia entre militars i civils. Bonchamps insistia en els seu pla de passar a la Bretanya, revoltar-la (pel que n'estava ben disposada), apoderar-se d'un port per trobar-se en contacte amb els anglesos i, amb totes les forces juntes, marxar sobre París.
Els altres caps preferien fer de cacics en els seus districtes respectius. D'Elbée seguia fent de generalíssim més o menys obeït. Però l'atac dirigit per la columna sortida de Luçon contra Chantonay fou refusat i la columna obligada a replegar-se. Malgrat que aquest replegament es pogué contenir, la noticia del contratemps determinà el retrocés d'altres dues, i després de les demés, menys dues: la comandada pel general en cap i la de les tropes de la Mayenne, que s'havien unit a Leger. Per socórrer aquestes, que s'havien quedat sense suport, es dona de bell nou l'ordre d'avançar. Una de les que emprengueren el moviment, partida de Saumur, fou completament derrotada a Coron. Seguí la derrota de la que sortí d'Angers i a aquesta una tercera, la de la columna de Beysser. Total; la invasió de La Vendée havia fracassat per complet.

## Crítica situació per la Convenció
La situació es va fer critica per a la Convenció, atacada per totes les fronteres i amb gran part de França revoltada. Canclaux intentà, amb les seves tropes reforçades i reorganitzades, un esforç suprem. Quan ja es trobava en el cor de la Vendée fou destituït i reemplaçat per Lechelle, cap sense valor ni talent. Llavors Kleber prengué el comandament efectiu, i després de breus campanyes les forces vendeanes foren completament derrotades a Cholet, restant fora de combat tots els caps menys La Rochejacquelein (17 d'octubre de 1793). A la vora del Loira una multitud fugitiva, soldats, dones i nens, l'exercit i el poble vendeà amb les restes del que havia posseït, pretenien escapar creuant el riu. La Vendée n'est plus (La Vendée ja no és), ecrivient els comissaris a la Convenció. Però els vendeans aconseguiren passar, i els fugitius, escortats pels 40.000 homes armats que encara restaven del derrotat exercit, marxaven vers l'interior de la Bretanya, de manera que hi havia el perill que comuniquessin a aquesta regió el foc de la rebel·lió.
A Laval es van regirar contra la columna de Westtermann, que els perseguia, i la derrotaren, Després derrotaren a tot l'exercit republicà que els intentà llançar de la ciutat. El general Lechelle fugí covardament. Els vendeans tenien oberts els camins de Normandia i la Bretanya, on la guerra havia agafat fàcilment i amb major fúria, doncs els bretons esperaven l'arribada dels vendeans per alçar-se en armes. La marxa semblava fàcil. En el camí de Bretanya, l'enemic nomes tenia uns 5.000 homes. En el de Normandia tropes quasi desorganitzades. Però els vendeans ja no eren un verdader exercit, sinó una horda, un poble emigrant, com les tribus barbares que envaïren l'Imperi romà, i tan sols els quedaven dos caps: La Rochejacquelein i Stofflet.
Dones, infants, ancians i malalts marxaven a peu o en carretes, confusament mesclats amb els soldats, que encara eren uns 40.000, però dels quals sols uns 6.000 o 7.000 aguerrits i valents. El demés era una massa sense consistència. No hi havia que concebis un pla i l'executés. Feia un mes que havien travessat el Loira i no havien fet res. Marxaren sobre Fougères, dispersaren una columna republicana i seguiren sense rumb a Dol, ja en el litoral, d'on passaren a Avranches. Intentaren apropiar-se del petit port de Granville, al nord d'aquesta població, però no ho aconseguiren. Llavors es començà a estendre el desànim. Uns volien tornar, altres passar a la Bretanya. La Rochejacquelein opinà per envair Normandia. La columna s'internà i s'apoderà de Villedieu-les-Poêles. Entretant les tropes republicanes, reorganitzades i reforçades, anaven envoltant els invasors. Malgrat tot, aquests, derrotaren una de les columnes que els envoltaven i entraren a Pontorson, des d'on marxaren sobre Dol, seguint sempre el litoral. A Dol derrotaren a les columnes de Vesttermann i Kleber, però mentre els combatents guanyaven la batalla, els no combatents, presos d'una gran pànic en escoltar en la llunyania l'espetec del canó, fugiren vers Dinan, costant un treball enorme als caps el contenir la fuga. Salvà d'un desastre total la host reial la circumstancia, per a ella feliç, de què la confusió en el camp enemic també era grandíssim.
Els vencedors decidiren llavors el retorn a la Vendée. Però, per on creuar el Loira? Les hàbils maniobres de Kleber els obligaren a tornar a Bretanya, ja morts de fam, descalços, mig despullats i estenent-se la deserció en les seves files. Així arribaren a Mans, on, escomesos per Westtermann i Kleber, sofriren una derrota tremenda. Les restes fugiren a Laval, i des d'allà es dirigiren Ancennis, intentant creuar el Loira per aquella localitat. El passaren els dos caps, La Rochejacquelein i Stofflet, però amb un escàs nombre de tropes. Els fugitius retrocediren riu avall, ja sense alè, ni direcció, ni recursos, i a Savenay foren acorralats i exterminats pels republicans (23 de desembre de 1793).

## Final de la Revolta
Allà s'acabà verdaderament la guerra de la Vendée. El que lis segueix és la destrucció sistemàtica del territori vendeà per les tropes ocupants, en compliment del decret de la Convenció, i la resistència desesperada dels últims habitants, que persistien en viure en la seva terra i d'ella. Els vencedors cremaven sistemàticament els boscos i els habitatges; on veien un sembrat l'arrasaven, i on trobaven un nucli d'esser humans el prenien i treien del país. Ara la guerra era de guerrilla. La dirigien La Rochejacqueleir, Stofflet, Charette i Martigny. El primer morí en un combat algun temps després. Stofflet afusellà a Martigny per ordre de Charette. Aquest, que no havia estat en l'expedició tan desastrosament acabada, perquè havia maniobrat a part (no era menys astut que intrèpid). Operant vers el sud i ocupant l'illa de Noirmourtiers, que els republicans recuperaren al poc temps, esdevingué a ser el capitost més temut i més popular. La seva victòria sobre el general Haxo a Clousseaux elevà el seu prestigi al punt més alt possible. Però tenia un temible èmul en Stoffler. Renyiren i se separaren (sobre tot després de l'afusellament de Martigny) i Charette esdevingué una espècie de virrei de la Baixa Vendée, amb el quarter general al llogaret de Belleville. Stofflet, era entretant, una mena de sobirà del país d'Anjou.
El 17 de febrer de 1795 Charette va signar el tractat de La Jaunaye amb els emissaris de la Convenció Nacional, que incloïa garanties de llibertat de religió i excloïa la prescripció dels camperols locals de la lleva en massa. Els republicans aviat van renegar dels termes del tractat i de la seva llibertat condicional, rebutjant les garanties de la llibertat religiosa; i van començar a reclutar de nou els camperols i assassinar milers de presos reialistes, inclòs el bisbe de Dol. Charette i els seus homes van tornar a la lluita al juliol i es van preparar per ajudar la planificada expedició de Quiberon dels emigrats reialistes francesos amb assistència de la Royal Navy. Després del fracàs de l'expedició de Quiberon, Charette i els seus homes van ser perseguits pel general Lazare Hoche i Jean-Nicolas Stofflet fou executat a Angers el 24 de febrer de 1796 i François de Charette a Nantes, el 29 de març.